# Francisco Augusto Nogueira da Silva
Francisco Augusto Nogueira da Silva (Lisboa, 26 de setembro de 1830 — Lisboa, 13 de março de 1868) foi um caricaturista e ilustrador que se destacou nos periódicos de meados do século XIX como crítico social, através de ilustrações em xilogravura. Aprendiz de gravador na oficina do Arsenal do Exército, com doze anos matriculou-se na Academia Real das Belas-Artes de Lisboa, mas, por insistência paterna, abandonou os estudos para assentar praça como aspirante de marinha. Foi diretor artístico da Revista Popular (1849-1851).